# Bryan Fuller
Bryan Fuller (Lewiston, 27 luglio 1969) è uno sceneggiatore e produttore televisivo statunitense.

## Biografia
Lo si ricorda essenzialmente per i lavori in Star Trek: Deep Space Nine e Star Trek: Voyager. È il creatore delle serie statunitensi Dead Like Me e Pushing Daisies, durate solo due stagioni ognuna, e di Wonderfalls della durata di una stagione. Inoltre ha contribuito alla sceneggiatura di alcuni episodi di Heroes. Dal 2012 ha ideato e prodotto Mockingbird Lane e Hannibal. Nel 2016 è tra i creatori della serie televisiva Star Trek: Discovery.

## Vita privata
Fuller è legato sentimentalmente all'architetto di interni Scott Roberts.

## Filmografia

### Produttore
- Star Trek: Voyager – serie TV , 81 episodi (1997-2001)
- Carrie, regia di David Carson  – film TV (2002)
- Dead Like Me – serie TV, 29 episodi (2003-2004)
- Wonderfalls – serie TV, 13 episodi (2004)
- The Amazing Screw-On Head – serie TV, episodio 1x01 (2006)
- Heroes – serie TV 33 episodi (2006-2009)
- Pushing Daisies – serie TV, 22 episodi (2007-2009)
- Mockingbird Lane – serie TV, episodio 1x01 (2012)
- Hannibal – serie TV, 39 episodi (2013-2015)
- High Moon – serie TV, episodio 1x01 (2014)
- American Gods – serie TV, 8 episodi (2017)
- Star Trek: Discovery – serie TV, 53 episodi (2017-2021)

### Sceneggiatore
- Star Trek: Deep Space Nine – serie TV, 2 episodi (1997)
- Star Trek: Voyager – serie TV , 81 episodi (1997-2001)
- Carrie, regia di David Carson  – film TV (2002)
- Dead Like Me – serie TV, 29 episodi (2003-2004)
- Wonderfalls – serie TV, 13 episodi (2004)
- The Amazing Screw-On Head – serie TV, episodio 1x01 (2006)
- Heroes – serie TV 33 episodi (2006-2009)
- Pushing Daisies – serie TV, 22 episodi (2007-2009)
- Mockingbird Lane – serie TV, episodio 1x01 (2012)
- Hannibal – serie TV, 39 episodi (2013-2015)
- High Moon – serie TV, episodio 1x01 (2014)
- American Gods – serie TV, 8 episodi (2017)
- Star Trek: Discovery – serie TV, 53 episodi (2017-2021)